# 10092 Sasaki
10092 Sasaki eller 1990 VD4 är en asteroid i huvudbältet som upptäcktes den 15 november 1990 av de båda japanska astronomerna Kazuro Watanabe och Kin Endate vid Kitami-observatoriet. Den är uppkallad efter Katsuhiro Sasaki.
Asteroiden har en diameter på ungefär 3 kilometer.